# Il caos e la notte
Il caos e la notte è un romanzo di Henry de Montherlant, pubblicato nel 1963 da Gallimard.
Dopo venticinque anni di attività dedicata quasi soltanto al teatro, Henry de Montherant tornò al romanzo con Il caos e la notte, che seguì al successo di drammi come Port-Royal in cui qualcuno volle ammirare esclusivamente la finezza stilistica.

## Trama
Protagonista del Caos e la notte è un eterno sconfitto, che l'autore identifica in un vecchio anarchico spagnolo rifugiato a Parigi dopo la guerra civile, in polemica con tutto e con tutti, uomo di sinistra ma avversato dalla sinistra, spesso in contraddizione con se stesso, dedito alla solitudine come a un vizio temperato dalla presenza di una figlia, anche lei prima o poi destinata ad abbandonarlo.
Attraverso le riflessioni di Celestino (così si chiama il protagonista) l'autore fa risuonare le sue sentenze contro tutte le follie di un tempo con il quale egli, da aristocratico, è in disaccordo. Un tempo in cui la superficialità e il cattivo gusto hanno il sopravvento. Soltanto i barboni e i piccioni, egli osserva, riescono ormai a toccare il cuore dei parigini.
Montherlant si immedesima ancora di più nella sua creatura quando Celestino torna a Madrid, e assiste a un'ultima corrida e poi muore in una stanza d'albergo senza chiedere l'aiuto di nessuno. In queste pagine traspaiono le confessioni di uno scrittore che guarda, con disincanto e insieme con la passione di indagarne il mistero, l'approssimarsi dell'ultimo appuntamento. Così la corrida, che Montherlant ha amato tanto da giovane, gli appare come la terribile raffigurazione del destino umano dove il toro, inseguito, insultato, fiaccato e colpito a tradimento, rappresenta l'uomo.

## Edizioni
- Il caos e la notte, traduzione di Giuseppe Mormino, Milano, I delfini, Bompiani, 1965.
- Il caos e la notte, traduzione di Giuseppe Mormino, Milano, I cinquanta, Bompiani, 1972.